# Swanee River (Film)
Swanee River ist ein US-amerikanisches Filmdrama aus dem Jahr 1939 von Sidney Lanfield. Der Film ist eine teilweise fiktionale Biografie des Komponisten Stephen Foster (1826–1864).

## Handlung
Stephen Foster ist ein junger Mann, der davon träumt, Musik von Herzen für die einfachen Leute des Südens zu schreiben. Seine Familie besteht jedoch darauf, dass er in Cincinnati als Angestellter einer Spedition arbeitet, was ihm sieben Dollar die Woche einbringen würde. Auch sein zukünftiger Schwiegervater Andrew McDowell ist von Stephens Absichten nicht begeistert.
Stephen leidet unter Geldnot und muss deshalb sein Lied Oh! Susanna für nur 15 Dollar verkaufen. Käufer ist der Sänger E. P. Christy. Stephen erlaubt ihm, sich als Komponist des Liedes auszugeben. Das Lied wird schnell landesweit bekannt. Stephen komponiert Camptown Races und geht mit Christy und dessen Gruppe auf Tournee.
Endlich ist Stephens finanzielle Situation gesichert und er kann Jane McDowell heiraten. Schon bald bekommen sie ein Kind, ihre Tochter Marion. Janes Schönheit inspiriert Stephen zu dem Lied Jeanie with the Light Brown Hair. Der Wohlstand der jungen Familie endet jedoch, als Stephens Ausflug ins klassische Fach ein Misserfolg wird. Als der Bürgerkrieg ausbricht, wird Stephen wegen seiner Liebe zu den Südstaaten als Verräter angesehen. Stephen sucht Trost im Alkohol, seine Frau verlässt ihn.
Zwei Jahre später kehrt Jane zu ihrem Mann zurück. Sie ermutigt ihn weiterzumachen. Stephen schreibt Old Folks at Home. Stephen wird die Aufführung des Liedes nicht erleben. Am Abend der Vorstellung, die Christy mit seiner Gruppe in New York gibt, stirbt der Komponist an den Folgen eines Herzinfarkts.

## Kritik
Frank S. Nugent von der New York Times bemängelte, der Film sei eine schlechte farbige Nummernrevue für ein halbes Dutzend der bekannteren Foster-Werke, die durch dramatische Ansagen unterstützt werden, die kaum besser als stumpfsinnig seien.

## Auszeichnungen
Der musikalische Direktor Louis Silvers erhielt 1940 eine Oscar-Nominierung in der Kategorie Beste Filmmusik.

## Hintergrund
Der Film feierte am 29. Dezember 1939 in New York seine Premiere.
Der Titel des Films bezieht sich auf die erste Zeile des Liedes Old Folks at Home (Way down upon de Swanee River), das seit 1935 die Landeshymne des US-Bundesstaates Florida ist.
Der Film, mit dem letzten Leinwandauftritt von Al Jolson, weist einige historische Fehler auf. So verübte der historische E. P. Christy schon im Mai 1862, zwei Jahre vor dem Tode Fosters, Selbstmord.